# Colombier-le-Vieux
Colombier-le-Vieux é uma comuna francesa na região administrativa de Auvérnia-Ródano-Alpes, no departamento de Ardèche. Estende-se por uma área de 15,49 km². Em 2010 a comuna tinha 680 habitantes (densidade: 43,9 hab./km²).